# LATAM Cargo
LATAM Cargo (ex LAN Cargo y Lan Chile Cargo) es una aerolínea chilena dedicada al negocio de carga, perteneciente al conglomerado chileno LATAM Airlines Group. Es el principal operador en Sudamérica. 
Cuenta con instalaciones y centro de operaciones en Miami, y posee filiales a través de sociedades en Brasil y Colombia.
En 2005 obtuvo ingresos por 960,5 millones de dólares, transportando 529.000 toneladas.

LAN Cargo fue disuelta el 5 de mayo de 2016, al completarse la fusión entre LAN Airlines y TAM Airlines.
Las operaciones de LAN Cargo representaron el 36,3% de los ingresos de LAN Airlines cuando esta poseía este nombre.

## Historia
El negocio de carga se remonta a 1929 tras la creación de la aerolínea por el Gobierno de Chile. 
El 22 de mayo de 1970, se separa el negocio de carga y pasajeros, a partir de la adquisición de la Línea Aérea del Cobre Limitada (Ladeco Limitada), creada el 3 de septiembre de 1958. 
El 3 de diciembre de 1998, Ladeco S.A. se fusionó a Lan Chile S.A., denominándose Fast Air Carrier S.A..
El 22 de octubre de 2001 se modificó la razón social a Lan Chile Cargo S.A.. Se publicó en el Diario Oficial de 5 de noviembre de 2001. El cambio de nombre tuvo vigencia a contar del 10 de diciembre de 2001. 
El 23 de agosto de 2004, se modificó la razón social a Lan Cargo S.A.. Se publicó en el Diario Oficial de 30 de agosto de 2004.
El 13 de agosto de 2010, LAN Airlines anunció ante la SVS sus intenciones de fusionarse con la aerolínea brasileña TAM Líneas Aéreas, creando LATAM Airlines Group, uno de los consorcios aerocomerciales más grandes de Latinoamérica y uno de los mayores a nivel mundial. 
Posteriormente el 5 de mayo de 2016 (tras casi 6 años del inicio de la fusión con TAM Líneas Aéreas) empezó a operar oficial y definitivamente como LATAM Cargo, lo que significó el cambio de imagen corporativa y marca que se estima que costó USD 60 millones.

## Filiales
Las siguientes son las filiales que conforman LATAM Cargo:
- LATAM Cargo Chile
- LATAM Cargo Colombia
- LATAM Cargo Brasil
- LATAM Cargo Perú

## Destinos

### Desde/Hacia Norteamérica
Principalmente a las ciudades de Miami y Los Ángeles:
- Santiago, Chile
- Buenos Aires, Argentina
- Bogotá, Colombia
- Medellín, Colombia
- Quito, Ecuador
- Guayaquil, Ecuador
- CDMX
- Cozumel
- Santa Cruz de la Sierra, Bolivia(Aeropuerto)
- La Paz, Bolivia
- Asunción, Paraguay
- Ciudad del Este, Paraguay
- Lima, Perú
- Montevideo, Uruguay
- Caracas, Venezuela
- Valencia, Venezuela
- Ciudad de Guatemala, Guatemala
- San José, Costa Rica
- Campinas, Brasil
- Manaus, Brasil

### Desde/Hacia Europa
Opera desde Miami y Nueva York: 
- París, Francia
- Fráncfort del Meno, Alemania
- Ámsterdam, Países Bajos
- Copenhague, Dinamarca
- Zaragoza, España

### Desde/Hacia África
Opera desde Madrid, Frankfurt y Copenhague 
- Espargos, Cabo Verde

## Flota

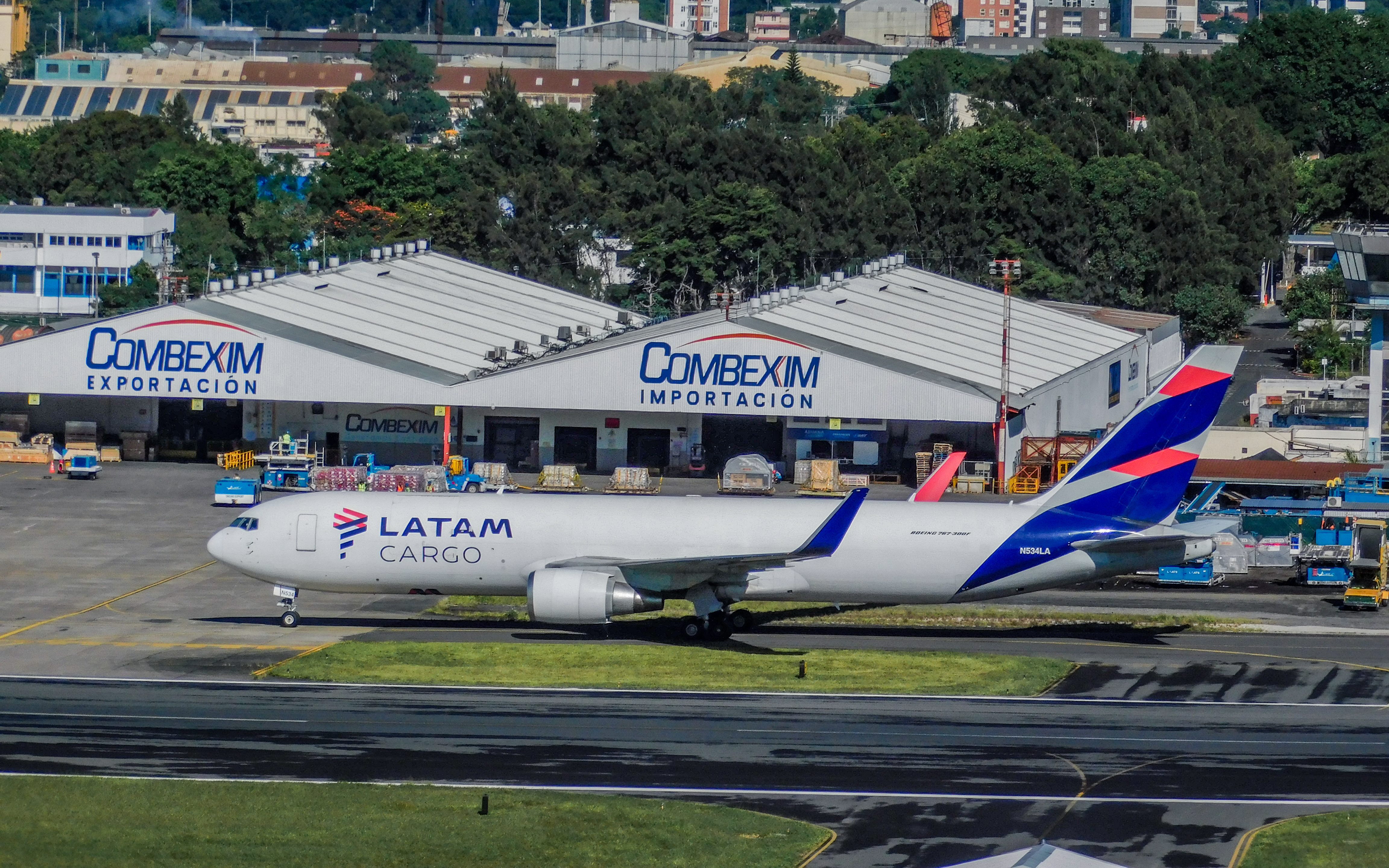
Boeing 767-300F N534LA en el Aeropuerto Internacional La Aurora.

La flota de LATAM Cargo tiene una edad promedio de 21 años e incluye, a febrero de 2021, las siguientes aeronaves:
LATAM Cargo se despide de su último Boeing 777-F Motivados por una disminución significativa de la demanda de vuelos de carga, LATAM Airlines Group anunció a través de su último informe semestral que antes de concluir este año 2017 habrá de retirar de sus operaciones su último Boeing 777-F16, perteneciente a la división en Colombia. A finales del año pasado 2016, la compañía informó que efectuaría durante este año una importante reducción de capacidad de carga por diversos factores, uno de ellos económicos en la región, principalmente en Brasil, una de sus bases más importantes y también motivados por un déficit de ingresos de un 4.6% durante el 2016, del el que hasta el momento no ha podido salir avante. Durante este año, dos de estos equipos fueron regresados a la empresa de leasing GECAS y este último –aún en operaciones- matrícula N776LA se espera sea retirado en los próximos meses para continuar con una flota exclusiva de ocho aviones Boeing 767-300 (F) repartidos entre LATAM Cargo Brasil y Colombia , respectivamente.